# 홀로단백질

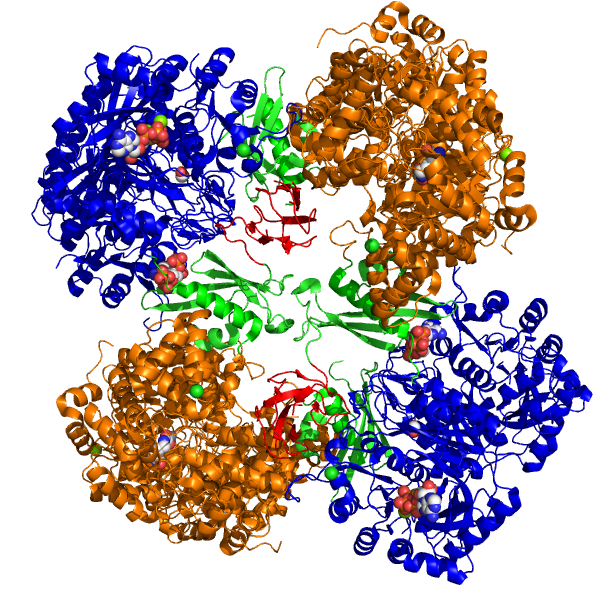
피루브산 카복실화효소의 구조

홀로단백질(영어: holoprotein)은 보결분자단과 결합된 아포단백질이다. 일부 효소는 완전한 활성을 나타내기 위해 추가적인 구성 요소가 필요하지 않다. 다른 것들은 활성을 나타내기 위해 결합되는 보조 인자라고 불리는 비단백질 분자를 필요로 한다. 보조 인자는 무기 화합물(예: 금속 이온 및 철-황 클러스터) 또는 유기 화합물(예: 플라빈 및 헴)일 수 있다. 유기 보조 인자는 반응 중에 효소의 활성 부위에서 방출되는 조효소이거나 효소에 단단히 결합된 보결분자단일 수 있다. 유기 보결분자단은 공유 결합될 수 있다(예: 피루브산 카복실화효소의 비오틴).

## 예
보조 인자를 포함하고 있는 효소의 예로는 활성 부위의 일부로 아연 보조 인자가 결합되어 있는 탄산무수화효소가 있다. 이렇게 단단히 결합된 이온이나 분자는 일반적으로 활성 부위에서 발견되어 촉매 작용에 관여한다. 예를 들어 플라빈 및 헴 보조 인자는 종종 산화환원반응에 관여한다.

## 전효소와 주효소
보조 인자를 필요로 하지만 보조 인자가 결합되지 않은 효소의 단백질 부분을 주효소(主酵素, 영어: apoenzyme) 또는 아포효소 또는 아포단백질(영어: apoprotein)이라고 한다. 활성에 필요한 보조 인자와 주효소를 합쳐서 전효소(全酵素, 영어: holoenzyme) 또는 홀로효소라고 한다. 홀로효소라는 용어는 DNA 중합효소와 같은 여러 단백질 소단위체를 포함하는 효소에도 적용시킬 수 있다. 여기서 홀로효소는 효소 활성에 필요한 모든 소단위체를 포함하는 완전한 복합체이다.

## 같이 보기
- 보조인자
- 보결분자단

## 참고 문헌
- Berg JM, Tymoczko JL, Stryer L. Biochemistry. 5th edition. New York: W H Freeman; 2002. Available from: https://www.ncbi.nlm.nih.gov/books/NBK21154/